# NGC 5592
NGC 5592 ist eine 12,7 mag helle Balkenspiralgalaxie mit ausgeprägten Emissionslinien vom Hubble-Typ SBbc im Sternbild Wasserschlange und etwa 188 Millionen Lichtjahre von der Milchstraße entfernt.
Sie wurde am 5. Mai 1793 von Wilhelm Herschel mit einem 18,7-Zoll-Spiegelteleskop entdeckt, der sie dabei mit „eF, S, resolvable, verified with 300 power“ beschrieb. John Herschel notierte am 30. März 1835 bei seiner Beobachtung mit einem 18-Zoll-Spiegelteleskop „pF, E, gvlbM, 25 arcseconds“.